# Технічне письмо
Технічне письмо (Техрайтинг) — форма технічної комунікації, стиль письма, що використовується у таких галузях науки та промисловості, як інформаційні технології, апаратне забезпечення, програмне забезпечення, інженерія, хімія, робототехніка, фінанси, електроніка, біотехнології та інші.

## Загальна інформація
Техрайтинг (від англ. technical - «технічний» та writing - «процес письма») - складання та редагування технічних документів, описів товарів чи послуг. Головною особливістю техрайтингу є технічний опис товарів, у тому числі програмного забезпечення, медичних препаратів, побутової хімії і техніки, тобто всього того, що необхідно знати споживачеві для експлуатації. Техрайтинг включає в себе всі типи документів у письмовій формі. Зазвичай документи пов'язані зі спеціальною термінологією: бізнес, харчова промисловість, інформаційні технології, наука, побутова техніка, мобільна техніка та комп'ютери, медицина, та багато інших.
Техрайтер - це розробник технічної документації, що опрацьовує порадник користувача, технічний опис, довідки для програмного забезпечення, інструкції із застосування і т. д. Мета техрайтера – це грамотно і зрозуміло пояснити користувачеві, як працює описуваний ним продукт. Помічниками техрайтера є текстові редактори і програми. Різноманітність таких програм є велика, але основними залишаються: MS Word, Adobe FrameMaker, WinHelp.

## Застосування
Автори технічної літератури використовують комп'ютери та інші засоби електронного зв'язку. Вони також регулярно працюють з публікаціями програмного забезпечення для підготовки матеріалу безпосереднього виходу в мережу Інтернет
.
Технічна документація поділяється на три типи:
- Допомога для кінцевого користувача. Ця інформація допомагає користувачу зрозуміти як користуватися засобами програмного та апаратного забезпечення. Інструкції з експлуатації комп'ютерного програмного забезпечення, апаратних засобів, побутових вробів, медичної техніки, стільникових телефонів, смартфонів та іншої побутової техніки.
- Традиційна технічна документація. Тут завдання автора полягає на спілкуванні з особливою аудиторією. Довідники по технічному обслуговуванню, інструкції ремонту пристроїв/програм, технічна документація, гаранти якості, відгуки, річні звіти, статті, написані для технічних журналів тощо.
- Маркетингова продукція. Каталоги, брошури, реклама, представлення вебсторінок, прес-релізи та оголошення.

Технічна література часто асоціюється з он-лайн допомогою та інструкціями для користувачів. Однак, автори технічної літератури створюють багато інших форм передачі технічної інформації. Такі, як інформація про випуск продукції, довідники з усунення несправностей, інструкції з експлуатації, посібники, довідники установки програмного забезпечення, правові застереження, поліси та бізнес пропозиції. Технічною літературою часто називають допомогу користувачу.

## Техрайтерські асоціації
- Спільнота технічної комунікації
- ІЕЕЕ Професійна спільнота комунікації
- SIGDOC Спеціальні групи для проектування комунікації[en]
- Інститут наукової та технічної комунікації
- Асоціація ділової комунікації
- Чеська спільнота технічної комунікації
- Теком Професійна організація технічної комунікації, Німеччина